# Трент Ґрімсі
Трент Ґрімсі (англ. Trent Grimsey, 4 травня 1988) — австралійський плавець. Срібний медаліст Чемпіонату світу з водних видів спорту 2009 року на дистанції 25 км на відкритій воді. 